# Mimasura unipuncta
Mimasura unipuncta là một loài bướm đêm trong họ Noctuidae.